# Mogul Mowgli
Pour plus de détails, voir Fiche technique et Distribution.
Mogul Mowgli est un film américano-britannique réalisé par Bassam Tariq et sorti en 2020.
Il est présenté en avant-première à la Berlinale 2020.

## Synopsis
Rappeur britannique à succès, Zed est sur le point de commencer sa première tournée internationale. Mais quelques jours avant son départ, il apprend qu'il est atteint d'une maladie auto-immune. Celle-ci va toucher ses muscles et ses organes. Sur ordre de ses médecins, Zed est contraint de rester dans sa famille, au Royaume-Uni. Il va alors devoir renouer avec ses proches et avec ses origines pakistanaises.

## Fiche technique
Sauf indication contraire, les informations mentionnées dans cette section peuvent être confirmées par la base de données cinématographiques IMDb,  présente dans la section « Liens externes ».
- Titre original et français : Mogul Mowgli
- Titre alternatif : Mughal Mowgli
- Réalisation : Bassam Tariq
- Scénario : Bassam Tariq et Riz Ahmed
- Décors : Francesca Massariol
- Costumes : Grace Snell
- Photographie : Annika Summerson
- Montage : Hazel Baillie et Adam Biskupski
- Musique : Paul Corley
- Production : Riz Ahmed, Thomas Benski, Bennett McGhee et Michael Peay
- Sociétés de production : Pulse Films, BBC Films, Cinereach, Left Handed Films, RYOT Films et Vice Studios
- Sociétés de distribution : British Film Institute (Royaume-Uni), Strand Releasing (États-Unis)
- Budget : n/a
- Pays d'origine :  Royaume-Uni,  États-Unis
- Langue originale : anglais
- Format : couleur
- Genre : drame
- Durée : 90 minutes
- Dates de sortie[2] :
  - Allemagne : 21 février 2020 (avant-première à la Berlinale)
  - Royaume-Uni : 30 octobre 2020
  - France : juin 2021 (sur OCS)
- Classification[3] :
  - Royaume-Uni : interdit aux moins de 15 ans

## Distribution
- Riz Ahmed : Zed
- Aiysha Hart : Bina
- Alyy Khan : Bashir
- Sudha Bhuchar : Nasra
- Nabhaan Rizwan : RPG
- Anjana Vasan : Vaseem
- Hussain Manawer : Bilal
- Kiran Sonia Sawar : Asma
- Jeff Mirza : Ghulab Mian

## Production
L'idée du film est évoquée dès 2017, lorsque Riz Ahmed rencontre le cinéaste Bassam Tariq. Le titre du film est initialement Mughal Mowgli,. Le scénario s'inspire en partie de l'histoire personnelle de Riz Ahmed, qui a sorti plusieurs albums sous le pseudonyme de Riz MC.
En mars 2019, il est confirmé que Riz Ahmed tiendra le rôle principal avec Bassam Tariq à la réalisation et d'après un scénario écrit par les deux hommes. La production du film est notamment assurée par Thomas Benski, Bennett McGhee, Michael Peay et Riz Ahmed, via les sociétés Pulse Films, Left Handed Films, BBC Films, Cinereach, Vice Media et RYOT Films. Toujours en mars 2019, les actrices et acteurs Aiysha Hart, Anjana Vasan, Sudha Bhuchar, Alyy Khan et Nabhaan Rizwan rejoignent le film.
Le tournage débute en mars 2019.

## Distinctions
Source : Internet Movie Database

### Récompenses
- Berlinale 2020 : prix Panorama pour Bassam Tariq
- British Independent Film Awards 2021 : meilleur scénariste débutant pour Riz Ahmed et meilleure musique pour Paul Corley
- London Film Critics Circle Awards 2021 : meilleur acteur britannique de l'année pour Riz Ahmed (également pour Sound of Metal)
- Online Film Critics Society Awards 2021 : meilleure sortie hors USA

### Nominations
- Berlinale 2020 : meilleur premier film
- Festival international du film de Valladolid 2020 : meilleur film
- British Academy Film Awards 2021 : meilleur film britannique
- British Independent Film Awards 2021 : meilleur scénario, meilleur acteur pour Riz Ahmed, meilleur acteur dans un second rôle pour Alyy Khan, meilleure photographie et meilleur son